# La Farge (Wisconsin)
La Farge ist eine Gemeinde (mit dem Status „Village“) im Vernon County im US-amerikanischen Bundesstaat Wisconsin. Im Jahr 2010 hatte La Farge 746 Einwohner.

## Geografie
La Farge liegt im Südwesten Wisconsins am Kickapoo River, einem rechten Nebenfluss des in den Mississippi mündenden Wisconsin River. Der am Mississippi gelegene Schnittpunkt der drei Bundesstaaten Minnesota, Iowa und Wisconsin befindet sich 65 km westlich.
La Farge liegt in der Driftless Area genannten eiszeitlich geformten Region, die sich über das südöstliche Minnesota, das südwestliche Wisconsin, das nordöstliche Iowa und das äußerste nordwestliche Illinois erstreckt. Bei der letzten Eiszeit, der so genannten Wisconsin Glaciation, blieb die Region eisfrei, sodass sich die Flusstäler auch während dieser Zeit tiefer in das Plateau einschneiden konnten.
Die geografischen Koordinaten von La Farge sind 43°34′29″ nördlicher Breite und 90°38′26″ westlicher Länge. Das Gemeindegebiet erstreckt sich über eine Fläche von 2,85 km². Der Ort wird vollständig von der Town of Stark umschlossen, ohne dieser anzugehören.
Nachbarorte von La Farge sind Ontario (20,3 km nordnordöstlich), West Lima (11,2 km ostsüdöstlich) und Viola (10 km südsüdwestlich).
Die nächstgelegenen Großstädte sind Green Bay am Michigansee (282 km ostnordöstlich), Wisconsins größte Stadt Milwaukee (281 km ostsüdöstlich), Wisconsins Hauptstadt Madison (141 km südöstlich), Rockford in Illinois (280 km in der gleichen Richtung), die Quad Cities in Illinois und Iowa (260 km südlich), Cedar Rapids in Iowa (263 km südsüdwestlich), Rochester in Minnesota (188 km westnordwestlich) und die Twin Cities in Minnesota (304 km nordwestlich).

## Verkehr
Im Zentrum von La Farge kreuzen der in Nord-Süd-Richtung verlaufende Wisconsin State Highway 132 und der von West nach Ost führende Wisconsin State Highway 82. Alle weiteren Straßen sind untergeordnete Landstraßen, teils unbefestigte Fahrwege sowie innerörtliche Verbindungsstraßen.
Die nächsten Flughäfen sind der La Crosse Regional Airport (72,2 km nordwestlich), der Rochester International Airport in Rochester, Minnesota (186 km westnordwestlich) und der Dane County Regional Airport in Madison (149 km südöstlich).

## Bevölkerung
Nach der Volkszählung im Jahr 2010 lebten in La Farge 746 Menschen in 332 Haushalten. Die Bevölkerungsdichte betrug 261,8 Einwohner pro Quadratkilometer. In den 332 Haushalten lebten statistisch je 2,17 Personen.
Ethnisch betrachtet setzte sich die Bevölkerung zusammen aus 97,1 Prozent Weißen, 0,3 Prozent Afroamerikanern, 1,6 Prozent amerikanischen Ureinwohnern, 0,1 Prozent (eine Person) Asiaten sowie 0,1 Prozent aus anderen ethnischen Gruppen; 0,8 Prozent stammten von zwei oder mehr Ethnien ab. Unabhängig von der ethnischen Zugehörigkeit waren 0,4 Prozent der Bevölkerung spanischer oder lateinamerikanischer Abstammung.
20,5 Prozent der Bevölkerung waren unter 18 Jahre alt, 60,5 Prozent waren zwischen 18 und 64 und 19,0 Prozent waren 65 Jahre oder älter. 49,3 Prozent der Bevölkerung war weiblich.
Das mittlere jährliche Einkommen eines Haushalts lag bei 41.094 USD. Das Pro-Kopf-Einkommen betrug 21.582 USD. 12,7 Prozent der Einwohner lebten unterhalb der Armutsgrenze.

## Bekannte Bewohner
- Charles R. Savage (1906–1976) – von 1945 bis 1947 demokratischer Abgeordneter des US-Repräsentantenhauses – geboren und aufgewachsen in La Farge